# Dmitri Babenko

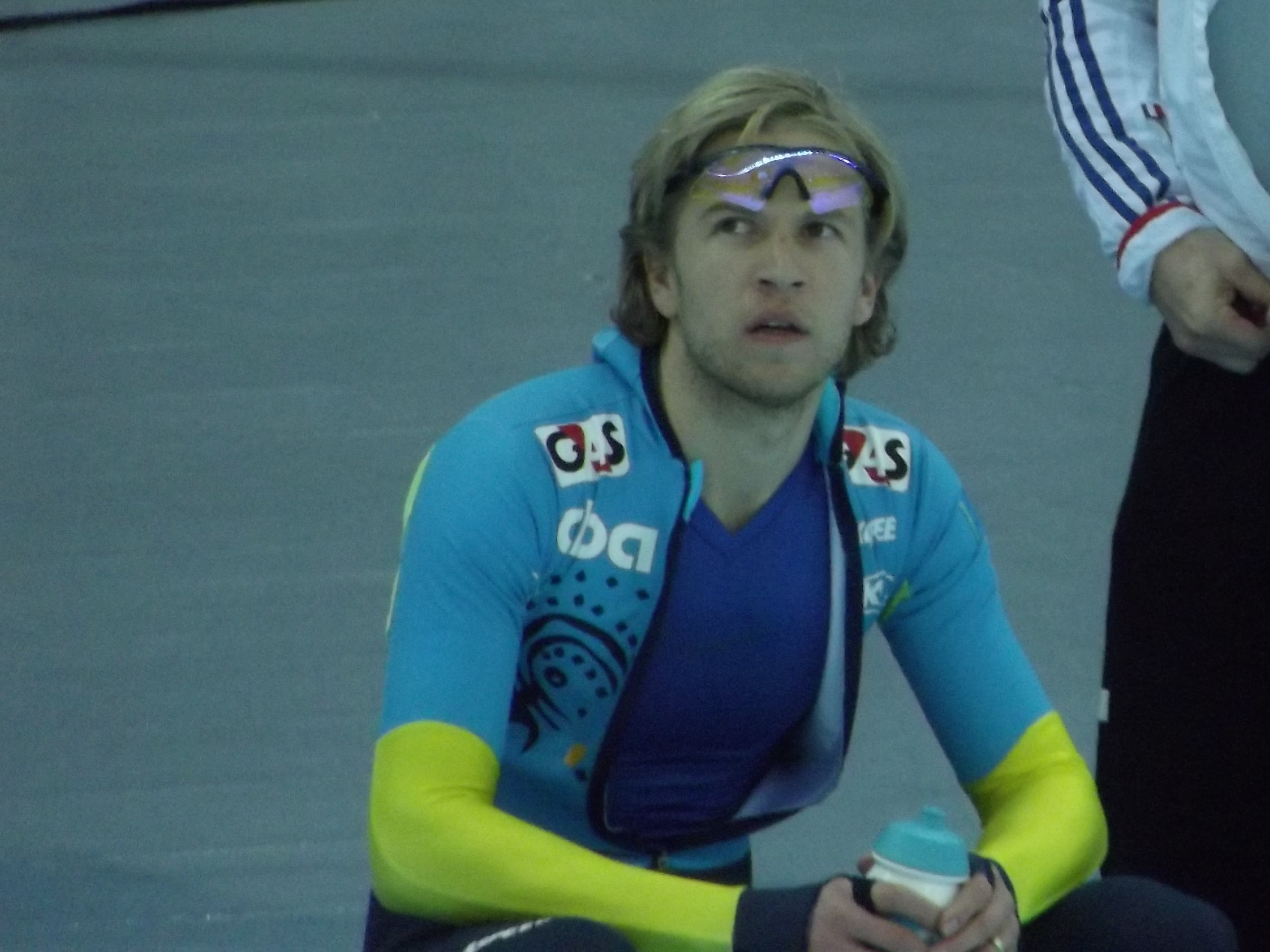
Dmitri Babenko tijdens de WK afstanden 2013

Dmitri Aleksandrovitsj Babenko (Russisch: Дмитрий Александрович Бабенко) (22 maart 1985) is een langebaanschaatser uit Kazachstan. Babenko is nationaal recordhouder op de 1500, 3000, 5000 en 10.000 meter. Sinds 2012 maakt hij deel uit van Team CBA rond Peter Mueller.
Hij neemt sinds 2003 deel aan internationale toernooien bij de senioren. Daarnaast deed hij zonder veel succes mee aan de wereldkampioenschappen schaatsen junioren in 2003 en 2004. Zijn debuut bij de wereldbeker schaatsen was in 2004 bij de wereldbekerwedstrijd in Heerenveen.
Continentaal kampioenschap (Azië)
Aan dit Continentaal kampioenschap (het Aziatische kwalificatietoernooi voor de WK Allround) nam hij van 2005 tot en met 2011 zeven opeenvolgende keren deel. In 2006 werd hij winnaar van dit toernooi, mede door zijn 1e plaats op de 5000 en 10.000 meter en 2e plaats op de 1500 meter. Dankzij deze zege mocht hij tevens deelnemen aan het WK Allround van 2006. In 2009 en 2010 werd hij beide keren derde, maar omdat Azië beide keren maar recht op twee WK startplaatsen had kon hij niet deelnemen aan het WK. Op de editie van 2011 werd hij tweede en verwierf daarmee een startplaats voor Kazachstan op het WK Allround van 2011. Hij won 15 afstandmedailles tijdens deze toernooien, 3 op de 1500m (1 goud, 1 zilver, 1 brons), 6 op de 5000m (1 goud, 2 zilver, 3 brons) en 6 op de 10.000m (3 zilver, 3 brons).

## Persoonlijke records
| Afstand      | Tijd      | Datum            | Baan           |
| ------------ | --------- | ---------------- | -------------- |
| 500 meter    | 36,75     | 7 november 2015  | Calgary        |
| 1000 meter   | 1.10,21   | 18 november 2007 | Calgary        |
| 1500 meter   | 1.44,96   | 8 november 2013  | Calgary        |
| 3000 meter   | 0 3.40,15 | 2 november 2013  | Calgary        |
| 5000 meter   | 0 6.19,30 | 10 december 2017 | Salt Lake City |
| 10.000 meter | 13.10,31  | 2 december 2012  | Astana         |

## Resultaten

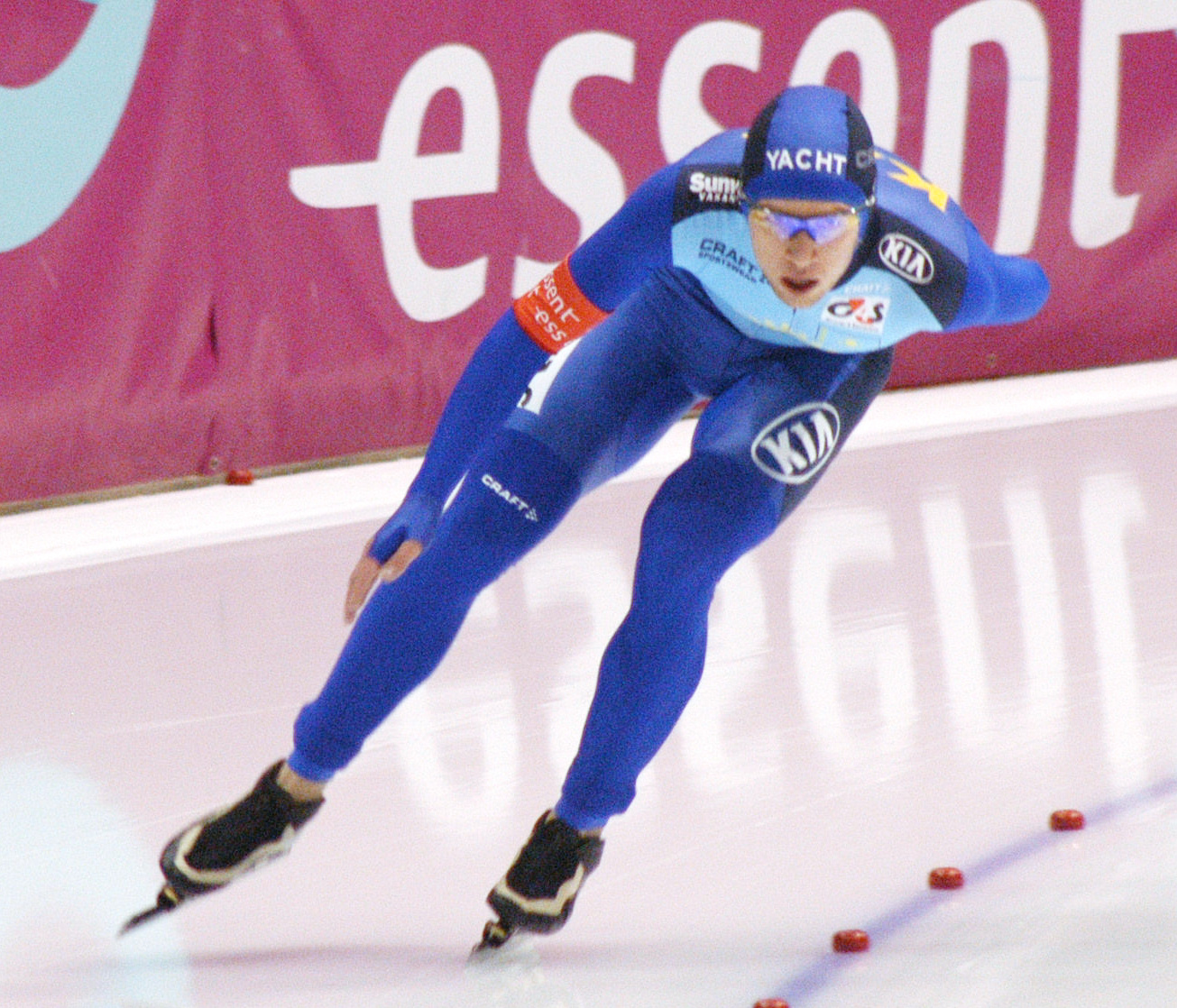
Babenko tijdens wereldbekerwedstrijd (2007)

| Jaar | Aziatische Winterspelen | CK Azië | WK Allround | WK Afstanden             | Olympische Spelen              | Wereldbeker                         | WK Junioren           |
| ---- | ----------------------- | ------- | ----------- | ------------------------ | ------------------------------ | ----------------------------------- | --------------------- |
| 2003 |                         |         |             |                          |                                |                                     | 42e 8e achtervolging  |
| 2004 |                         |         |             |                          |                                |                                     | 29e 10e achtervolging |
| 2005 |                         | 6e      |             |                          |                                |                                     |                       |
| 2006 |                         | Goud    | NC18        |                          | 23e 5000m                      | 37e 5k/10k                          |                       |
| 2007 | 7e 1500m · 5000m        | 4e      |             | 12e 10.000m              |                                | 55e 1500m 24e 5k/10k                |                       |
| 2008 |                         | 4e      |             | 23e 5000m 20e 1500m      |                                | 16e 1500m 18e 5k/10k                |                       |
| 2009 |                         | Brons   |             | 15e 10.000m              |                                | 35e 1500m 26e 5k/10k                |                       |
| 2010 |                         | Brons   |             |                          | 15e 5000m                      | 27e 5k/10k                          |                       |
| 2011 |                         | Zilver  | NC17        | 9e 5000m 6e 10.000m      |                                | 28e 1500m 11e 5k/10k                |                       |
| 2012 |                         |         |             | 12e 5000m 12e 10000m     |                                | 27e 1500m 18e 5k/10k 10e massastart |                       |
| 2013 |                         |         | NC14        | 21e 1500m 19e 5000m      |                                | 26e 1500m 14e 5k/10k 15e massastart |                       |
| 2014 |                         |         | NC13        |                          | 30e 1500m 15e 5000m 12e 10000m | 4e 1500 16e 5k/10k                  |                       |
| 2015 |                         |         |             |                          |                                | 55e 5k/10k 38e massastart           |                       |
| 2016 |                         |         |             | DQ 5000m                 |                                | 0p 1500m 28e 5k/10k 37e massastart  |                       |
| 2017 |                         |         |             | 19e 5000m 18e massastart |                                | 0p 1500m 37e 5k/10k 20e massastart  |                       |
| 2018 |                         |         |             |                          |                                | 37e 5k/10k                          |                       |

### Medaillespiegel
| Kampioenschap           | Goud | Zilver | Brons |
| ----------------------- | ---- | ------ | ----- |
| Aziatische Winterspelen | 0    | 0      | 1     |
| CK Azië                 | 1    | 1      | 2     |